# Linares (Colombia)
Linares es un municipio colombiano ubicado en el departamento de Nariño.
Se sitúa a noventa y cuatro kilómetros de la ciudad de San Juan de Pasto, la capital del departamento.

## Historia
Fue fundado en 1868, por la ordenanza 120 del 1 de marzo de 1871 en la cual se reconoció a Linares como municipio. La ordenanza lleva la firma del presidente de la asamblea de esa época, señor Antonio de la Portilla. El primer alcalde nombrado fue el señor José Pantoja; quien al no aceptar la postulación fue reemplazado por el señor Agapito Acosta quien se constituyó en el primer alcalde del municipio de Linares. Los señores: José Pantoja, Alcides Álvarez, Salvador Acosta, José Basilio Andrade y Federico Acosta fueron elegidos como los primeros concejales del municipio.

## Geografía
El municipio de Linares limita al norte con los municipios de Los Andes y El Peñol, al sur con Ancuya, al occidente con La Llanada y Samaniego, nororiente con El Tambo y al oriente con Sandoná.
El municipio de Linares está ubicado a 1º 22' 46" de latitud norte y 77º 30' 3" de
longitud oeste del meridiano de Grenwich.
La cabecera municipal es Linares que lleva el mismo nombre del Municipio
y se encuentra localizada a 94 km de la ciudad de Pasto.
Los depósitos Aluviales se componen de gravas, arenas, limos y arcillas asociados a
canales fluviales y áreas de inundación. 

## División Político-Administrativa
Además de su Cabecera municipal. Linares tiene bajo su jurisdicción los siguientes Centros poblados:
- Arboleda
- Bella Florida
- Bella Vista
- San Francisco
- Tabiles
- Tambillo Bravos

### Veredas
Laguna del Pueblo, Llanogrande Alto, Llanogrande Bajo, La Mina, La Palma, La Tola, El Hidronal, Las Dosquebradas, Poroto, Nachao, El Guaitara, Vendeahuja.

## Folclor local
- La panela de oro

Se dice que en la montaña más alta del Municipio de Linares, también llamado Cerro Linares, se ha mirado a Don Antonio Linares, un hombre alto con barba y bigote que vivía en el cerro custodiado por dos perros que le ayudaban a proteger su tesoro que se componía de tres lingotes de oro. El señor tenía en sus manos un gran libro el cual leía; muy pocos pudieron verlo y quienes lo hicieron intentaron robar y como castigo los encantaba para que se perdieran en el bosque y de esta manera nunca regresarían al pueblo.
Pero la leyenda cuenta que un señor de apellido Melo de la vereda de San Francisco el día Viernes Santo se encontraba en la cima del cerro Linares y se presentó un aguacero muy fuerte, entonces para favorecerse del agua se metió en una de las cuevas que hay ahí y para su sorpresa se abrió una puerta y ahí estaba el espíritu de don Antonio Linares sentado en un sillón, al lado había un montón de panelas y el señor Melo, cogió una para luego comer porque el dulce produce calor y llegado a su casa se dio cuenta de que la panela era de oro, por eso este señor se volvió muy rico. El señor Melo salió antes de cerrarse la puerta de lo contrario se convertía en panela.
- La gallina de los pollos de oro

En las cuevas del cerro Linares se cuenta que el día Jueves Santo, abre una puerta muy grande y se mira a un señor don Antonio Linares sentado en un sillón, lo acompañan dos perros al lado y sale una gallina con pollito amarillos que son de oro, si un los agarra debe cogerlos y salir antes de que se cierre la puerta, si esta se cierra, entonces la persona se convierte en pollo.
- Las tres tulpas

En la vereda Las Cuatro Esquinas se encuentran tres piedras, dos grandes y una pequeña, las grandes son los padres y las pequeñas la hija.
En la vereda de El Palmar del Cerro El Palmar, en Tabiles, vivían los indios Taquiles, entonces se realizó el matrimonio de los dos representantes que luego reemplazarían a los dos caciques, cuando nació una niña de esta pareja, pero ellos deseaban un niño para que continúe con la tradición, entonces el cacique les dijo que fueran a la montaña y la presentaran en sacrificio al Dios sol, ellos fueron al lugar señalado hoy Cuatro Esquinas, pero cuando ya iban a prender el fuego, el dios sol, los castigó por no aceptar a la niña.
Dice el mito que cuando esas piedras se caigan, se rueden van a matar a la gente que está bajo ellas, ya que en el plan que hoy es Alto de Aranda vivían la pareja de indios.
- El cuchi rabón

En la cima del cerro Linares había una laguna en donde se bañaban los caciques, pero estos cometieron unos desmanes como los de vivir con otras mujeres fuera de las esposas, más el dios sol, se enojó mucho cuando el cacique Motilón, engañó, o embarazó a una niña indígena de diez años, entonces lo que era laguna se convirtió en pozo, de donde un día señalado del año, sale el Cuchi Rabón, que es un espíritu en forma de persona pero no tiene piernas sino unas llamas de fuego, dicen que quien se queda mirándolo, se le tuerce la mandíbula inferior o quijada.

## Economía
Entre los productos agrícolas producidos en este municipio se destaca la panela que se obtiene a partir de la caña de azúcar, la palma de iraca o paja toquilla que es una de los principales productos del cual se obtiene la fibra para el trabajo artesanal de sombreros y otros productos, que se venden principalmente en el municipio de Sandoná.
Otros cultivos son el café, el frijol, la yuca, plátano, maní y frutales: piña, naranja, mango, limón, papaya, toronja, mandarina.

## Personajes históricos
- Antonio Linares. Conquistador y Poblador de los Tuyles y Angayan de la comunidad de los Abades,  quien llegó junto a las Hueste de Sebastián de Belalcázar para pacificar el actual departamento de Nariño, su nombre se encuentra registrado en la placa de piedra de los fundadores de Quito, en la catedral de la capital ecuatoriana; y José Braulino Pantoja hacendado quien donó las tierras para la fundación del municipio.
- Don Antonio Solarte Ortega y Sotomayor, quien fue Regidor en el año de 2002, como además Cofrade de la Semana Mayor” [1] heredado de su bisabuelo “don Luis Ortega y Sotomayor, sevillano nombrado Regidor de Pasto, por Real disposición del 16 de mayo de 1631. Quien además fue cofrade del Señor del Gran Poder de la capital andaluza, durante siglo XVII”. [2]

## Educación
El municipio de Linares cuenta con tres instituciones educativas, Diego Luis Córdoba Ubicada en el Casco Urbano; IE San Francisco de Asís, en el corregimiento de San Francisco y IE Luis Carlos Galán, en el corregimiento de Tabiles; a las cuales están afiliados varios centros educativos.
Editado: Carlos Arturo Zamudio

## Biografía
- ACTAS CAPITULARES DE LIBRO DE LOS CABILDOS. Fondos documentales año 2000-2004. Linares, Nariño, Colombia.
- ARCHIVO GENERAL DE LAS INDIAS. Quito - Contratación, 5318, N.1, R.20 (1610-1-21). Sevilla, España.
- ARCHIVO HISTÓRICO DE PASTO. San Juan de Pasto: Fondo de los Cabildos siglo XVII-XVIII.
- CARRAFA, Alberto y Arturo “Enciclopedia Heráldica y Genealógica hispano-americana”. Madrid. Nueva Imprenta Radio, S.A 1952-1963.
- REAL ACADEMIA DE HISTORIA DE MADRID. Catálogo de colección de Don Juan Bautista Muñoz. Tomo II, Documentos interesantes para la historia de América, Volumen 65, Gobernación de Popayán. Madrid, España.
- ARCHIVO GENERAL DE LA NACIÓN DE LIMA PERÚ. Lima: Archivo Colonial. Fondo de los Cabildos de 1546 -1824.